# دنیس کوتس
دنیس کوتس (انگلیسی: Denise Coates؛ زادهٔ ۲۶ سپتامبر ۱۹۶۷) کارآفرین و سرمایه‌دار اهل بریتانیا است، که بنیانگذار و مدیرعامل شرکت بت۳۶۵ می‌باشد.